# Heinrich Lang (maler)
 Der er flere personer med dette navn, se Heinrich Lang.
Heinrich Lang (født 24. april 1838 i Regensburg, død 9. juli 1891 i München) var en tysk heste- og slagmaler.
Sin kunstneriske uddannelse skylder han især Friedrich Voltz, under hvem han arbejdede i München 1855—57, og Adolf Schreyer, under Parisopholdet 1866—67. I øvrigt øvede han sig ved flittige studier under manøvrer og i stutterier, han var selv soldat 1859 og deltog i den fransk-tyske krig; en Ungarnsrejse, der gav ham emner til Heste indfanges på pustaen (Dresdens Galeri), På Pustaen (Kiels Kunsthalle) et cetera, udviklede hans evne for hestefremstilling, i hvilken han står meget højt ved iagttagelsens liv og skarphed. 
Blandt hans dygtige krigsbilleder kan nævnes 2. Armékorps' Overgang over Seine ved Corbeil 1870 og Fra Slaget ved Froschweiler (begge i Münchens nye Pinakotek) og Rytterangreb under Sedan-Slaget. En orientrejse gav anledning til andre arbejder. Senere blev især cirkuslivet hans studiefelt, og i hans mange skitser og billeder herfra kommer hans evne til at gribe bevægelsen i nuet atter lykkelig frem (se hans Cirkus-Album og Kunstreiter und Gaukler von H. L. 1879—80, en samling tegninger i lystryk). Lang har skrevet Aus den Erinnerungen eines Schlachtenbummlers im Feldzuge 1870—71 (München). Han var gift med landskabsmalerinden Tina Blau. 